# Pristavo
Pristavo je naselje v Občini Brda.